# محمود صبحي الدفتري
محمود صبحي الدفتري هو سياسي عراقي شغل مناصب وزارية في العهد الملكي في العراق، ولد في 14 كانون الأول 1889 في بغداد وتوفي ببغداد يوم 7 كانون الأول 1979.

## نسبه وعائلته
هو محمود صبحي بن فؤاد بن إسماعيل بن إبراهيم بن خليل الدفتري، ينتسب لآل الدفتري، وهي عائلة معروفة من عرب ديار بكر فضلت العيش في بغداد مع الفتح العثماني الثاني لها عام 1638 باشتغال أجدادهم بوظيفة «الدفتردار» المساعد للوالي.
والدته هي ابنة رئيس بلدية بغداد إبراهيم الجادرجي وأخت رفعت الجادرجي رئيس بلدية بغداد أواخر العهد العثماني، وابن عمها هو السياسي كامل الجادرجي.
زوجته ابنة خاله السيدة صبيحة رفعت الجادرجي والتي توفيت في لندن عام 1950، وانجبت له عدة بنات منهن السيدة لميس زوجة المؤرخ خيري العمري والسيدة نجلاء.
من أقاربه آولاد خاله الوزير علي ممتاز الدفتري وصبيح ممتاز الدفتري ونعيم ممتاز الدفتري.
كان له صالون أدبي هو «صالون الدفتري»، ويعرف عنه أنه نظم جلسة في داره في الحيدرخانة في يوم 8 كانون الأول 1928 لغرض الصلح بين معروف الرصافي وجميل صدقي الزهاوي وقد حضر الجلسة عبد العزيز الثعالبي وروفائيل بطي وفؤاد السمعاني والعلامة محمد بهجة الأثري والمحامي شاكر آل غصيبة. واستمر المجلس حتى بعد انتقاله إلى داره في منطقة الشواكة.

## سيرته
تخرج محمود صبحي في المدرسة الإعدادية فعين كاتبا في دائرة ولاية بغداد وألحق بسكرتيرية ناظم باشا رئيس الهيئة الاصلاحية. تخرج من مدرسة الحقوق عام 1912 ضمن أول دفعة من مدرسة حقوق بغداد التي تأسست عام 1908، فهو بذلك أول طالب في كلية الحقوق وتخرج الأول على الكلية وعين بعد ذلك عميدا لهذه الكلية لكنه اعتذر عن هذا المنصب وعين مديرا عاما للتسجيل العقاري.
شغل منصب وكيل والي بغداد عام 1907، نفي مع أبيه إلى إسطنبول عام 1920.
بعد عودته، اختير عضوا في مجلس النواب لعدة مرات وأمين بغداد عام 1931، وعضوا في مجلس الأعيان عام 1937.
شغل منصب وزير العدلية خلال تولي نوري السعيد لوزاراته الثلاث المتوالية الثالثة والرابعة والخامسة للفترة من 25 كانون الأول 1938 حتى 31 آذار 1940، كما شغل منصب وزير الخارجية في وزارة نوري السعيد الثامنة للفترة من 25 كانون الأول 1943 حتى 4 حزيران 1944. كما شغل منصب وزير المالية وكالة عند سفر رستم حيدر إلى لبنان عام 1939.